# Richard Wurmbrand
Richard Wurmbrand (Bucarest, 24 de marzo de 1909-Torrance, 17 de febrero de 2001) fue un pastor luterano rumano de origen judío. En 1948, él y su esposa, Sabina, fueron arrestados. Pasó catorce años prisionero en las cárcel. Fue conocido por ser uno de los principales detractores del comunismo y por sus escritos que postulan la supuesta relación entre comunismo y satanismo, especialmente por sus teorías que postulan al pensador alemán Karl Marx como supuesto satanista.

## Vida familiar
Richard fue el menor de cuatro hermanos de una familia judía que vivía en Bucarest, la capital de Rumania. Su padre fue dentista, y por causa de su profesión debieron mudarse a Estambul, Turquía. Después de la muerte de su padre por una epidemia de gripe en 1919 y al caer en una pobreza extrema su familia decidió retornar a Rumania. Luchó contra las ideas comunistas que perseguían a los cristianos, razón por la cual fuera procesado y encarcelado en múltiples ocasiones por la Securitate, la policía secreta de la República Socialista de Rumania. En 1936 se casó con Sabina y en 1939 tuvo su único hijo, Michael.

## Persecución
Debido a la declaración de guerra de Rumania en contra de Inglaterra muchos ministros Anglicanos tuvieron que salir de Rumania. El Pastor Richard Wurmbrand y Sabina, su esposa, sin pensar en familia o posesiones, continuaron sin temor su trabajo misionero cristiano. Rescataron a numerosos judíos fuera de los barrios "ghettos", predicaron diariamente en muchos refugios antibombas y terminaron arrestados varias veces por actividades subterráneas cristianas durante el estado de guerra. 
Los parientes de Sabina, dos hermanas y un hermano, perecieron durante el período nazi. También muerto por legionarios rumanos nazis, fue Isaac Feinstein, un influyente misionero cristiano para los judíos rumanos, y quien fuera, junto con el carpintero mencionado, el principal instrumento en la conversión de los Wurmbrand. Su vida durante ese período fue descrito en el libro de Richard: "Cristo en el camino Judío" (aún no traducido al español).

## Conversión al cristianismo y ordenación como ministro
De joven dedicó tiempo a la actividad antisemítica en Rumanía, pero después se convirtió en creyente. En 1936 junto a su esposa Sabina conoció, durante unas vacaciones en las montañas de Rumania a un carpintero alemán de apellido Wolfkes. Wurmbrand fue ordenado dos veces: primero como anglicano y luego, después de la Segunda Guerra Mundial, como pastor luterano. En 1944, cuando la Unión Soviética ocupó Rumania como primer paso para establecer un régimen comunista, Wurmbrand comenzó un ministerio para sus compatriotas rumanos y los soldados del Ejército Rojo; la República Socialista de Rumania tenía una doctrina de ateísmo estatal. Cuando el gobierno intentó controlar las iglesias, inmediatamente comenzó un ministerio "clandestino" para su pueblo. Wurbrand fue profesor en el único seminario luterano de su país. Aunque era un devoto ministro luterano, Wurmbrand era muy ecuménico en el sentido de que trabajaba con cristianos de muchas denominaciones. Wurmbrand es recordado por su valentía al levantarse en una reunión de líderes de la iglesia y denunciar el control gubernamental de las iglesias. Fue arrestado el 29 de febrero de 1948, mientras se dirigía a un servicio Divino.
Durante el corto período después del final de la Segunda Guerra Mundial, es decir de 1945 a 1947, cuando Rumania se transformó en un estado comunista, el Pastor Wurmbrand imprimió y organizó la distribución de un millón de Evangelios en el idioma ruso para las tropas soviéticas que ocuparon Rumania.

## Prisioneros

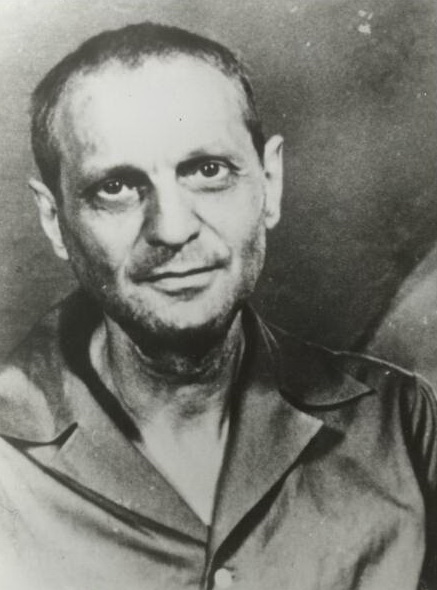
Richard Wurmbrand en prisión

En febrero de 1948 Richard Wurbrand fue encarcelado por las autoridades comunistas de Rumania. Wurmbrand permaneció durante catorce años; en dos períodos: 1948-1956 y 1959-1964. Su esposa Sabina también fue encarcelada durante tres años. En 1964, mediante el pago donados por cristianos de Noruega, Wurmbrand, su esposa y su hijo pudieron salir de la Rumania comunista. En sus libros "Torturado por Cristo", “La Esposa del Pastor” y "En el Subterráneo de Dios” (todavía no traducido), describen en detalle su vida bajo la persecución comunista.

## La Voz de los Mártires
Junto con su familia emigró a los Estados Unidos en noviembre de 1966. Una vez allí, la familia Wurmbrand comenzó el ministerio "Misiones Cristianas para el Mundo Comunista", hoy conocido bajo el nombre "La Voz de los Mártires".
Esta misión llegó a ser una organización mundial que tiene como objetivo principal ayudar a los cristianos perseguidos por los regímenes comunistas -y ahora también por los regímenes islámicos- evangelizar a los "izquierdistas y enemigos de Jesucristo" y darles el mensaje del Evangelio de Jesucristo. Después de la caída de la Unión Soviética y la apertura de los países del bloque de Varsovia de Europa Oriental, la misión intensificó su trabajo en los países árabes y en todos aquellos lugares en los que la organización consideraba que existía hostigamiento y opresión a los cristianos por causa de su fe. 
El mensaje de Wurmbrand siempre fue: “Odiemos los sistemas del diablo, pero amemos a los perseguidores y tratemos de ganarlos para Cristo”. De un profundo y agudo pensamiento, con una cálida personalidad, siempre daba gusto escucharlo. Su tema principal: el sufrimiento de la iglesia perseguida y un llamado a los cristianos de Occidente de ayudar a los hermanos perseguidos. Wurmbrand ha sido llamado por algunos líderes cristianos un mártir viviente y “el Pablo de la cortina de hierro”.

## Pensamiento
Su obra se puede resumir en la incompatibilidad del comunismo y el evangelio, bajo la premisa que el pensamiento marxista tiene sus fundamentos en una inspiración satanista.

## Críticas
A Karl Marx y el satanismo.
Este libro está escrito por Richard Wurmbrand y en él muestra que Karl Marx, el padre de la ideología comunista, era un satanista.
El autor hace esta afirmación basándose en los propios escritos de Marx y los testimonios de quienes interactuaron con él. Por ejemplo, el autor cita uno de los poemas de Marx para demostrar que su problema era con Dios y no con la religión. Cito del libro, “Quiero vengarme de Aquel que gobierna arriba” – Entonces él estaba convencido de que existía Aquel que gobierna arriba, pero estaba peleando con Él” (5:1989)

## Sus últimos años
Desconocidas son todavía muchas de sus obras teológicas escritas antes de estar en prisión bajo el comunismo. Han sido traducidas y esperan ser publicadas. Unos pocos de sus sermones aparecieron como “Mensajes en confinamiento solitario”. Continuamente los Wurmbrand viajaron y predicaron, aún con más de 85 años de edad. En los últimos cinco años de su vida, el pastor Wurmbrand fue confinado a su cama por una severa neuropatía. Richard Wurmbrand falleció en Torrance, California, Estados Unidos, el 17 de febrero de 2001 de un paro respiratorio. Su esposa Sabina había fallecido, anteriormente, el 11 de agosto de 2000. Su hijo, Michael, aún vive.